# Archisepsis excavata
Archisepsis excavata är en tvåvingeart som beskrevs av Oswald Duda 1926. Archisepsis excavata ingår i släktet Archisepsis och familjen svängflugor. Inga underarter finns listade i Catalogue of Life.